# アービング (テキサス州)
アービング（英: Irving、発音：'er-ving'）は、アメリカ合衆国テキサス州のダラス郡にある都市。人口は25万6684人（2020年）。ダラスの北西に位置しており、ダラス・フォートワース複合都市圏に含まれる。ダラス・フォートワース国際空港の一部はアービング市内に入っている。
アービングにはラス・コリーナス地域がある。ここはアメリカ合衆国でも最も初期にマスタープランが作られて開発された町であり、12,000エーカー (49 km²) 以上の土地にアメリカ合衆国南西部では最大の多用途開発が行われた所である。ラス・コリーナス地域には世界最大の騎馬像である「ラス・コリナスのマスタング」がある。
ナショナルフットボールリーグに所属するダラス・カウボーイズが1971年から2008年までアービングにあるテキサス・スタジアムで試合をしていたが、このスタジアムは解体された。アービング市はこの跡地にテキサス州道114号線に跨る大規模多目的施設を建設する計画を練っている。この計画の主たる開発者はフォレストシティ・エンタプライジズであり、同社はダラス中心街にある古い商業複合施設を更新して、ニューヨーク市のロックフェラー・センターのような多目的施設に変えるプロジェクトも進行中である。

## 歴史
アービングの町は1903年にJ・O・オットー・シュルツとオーティス・ブラウンによって設立された。ネッタ・バーカス・ブラウンが文学者ワシントン・アーヴィングを愛好していたので、町の名前としてアービングが選ばれたものと信じられている。1889年に開拓が始められた頃はゴービットと呼ばれており、1894年にキットに改名された。アービングは1914年4月14日にオーティス・ブラウンを初代市長として市制を布いた。
19世紀後半までに、アービングには教会が幾つか、2つの綿糸工場、1つの鍛冶屋および1つの雑貨屋があるきりだった。アービングの公立学校は1909年にキット学校とライブリー学校を創設したときに始まった。人口の増加は緩りであり、時には滞ることもあるくらいで、1925年の住人は357人に過ぎなかったが、1930年代に入って著しい増加を始めた。
1960年代初期までに市の人口は約45,000人になった。多くの製造工場が操業され、輸送、小売りおよび金融産業が営まれていた。ダラス大学が1956年に開校し、ダラス・カウボーイズの本拠地テキサス・スタジアムは1971年に完工した。

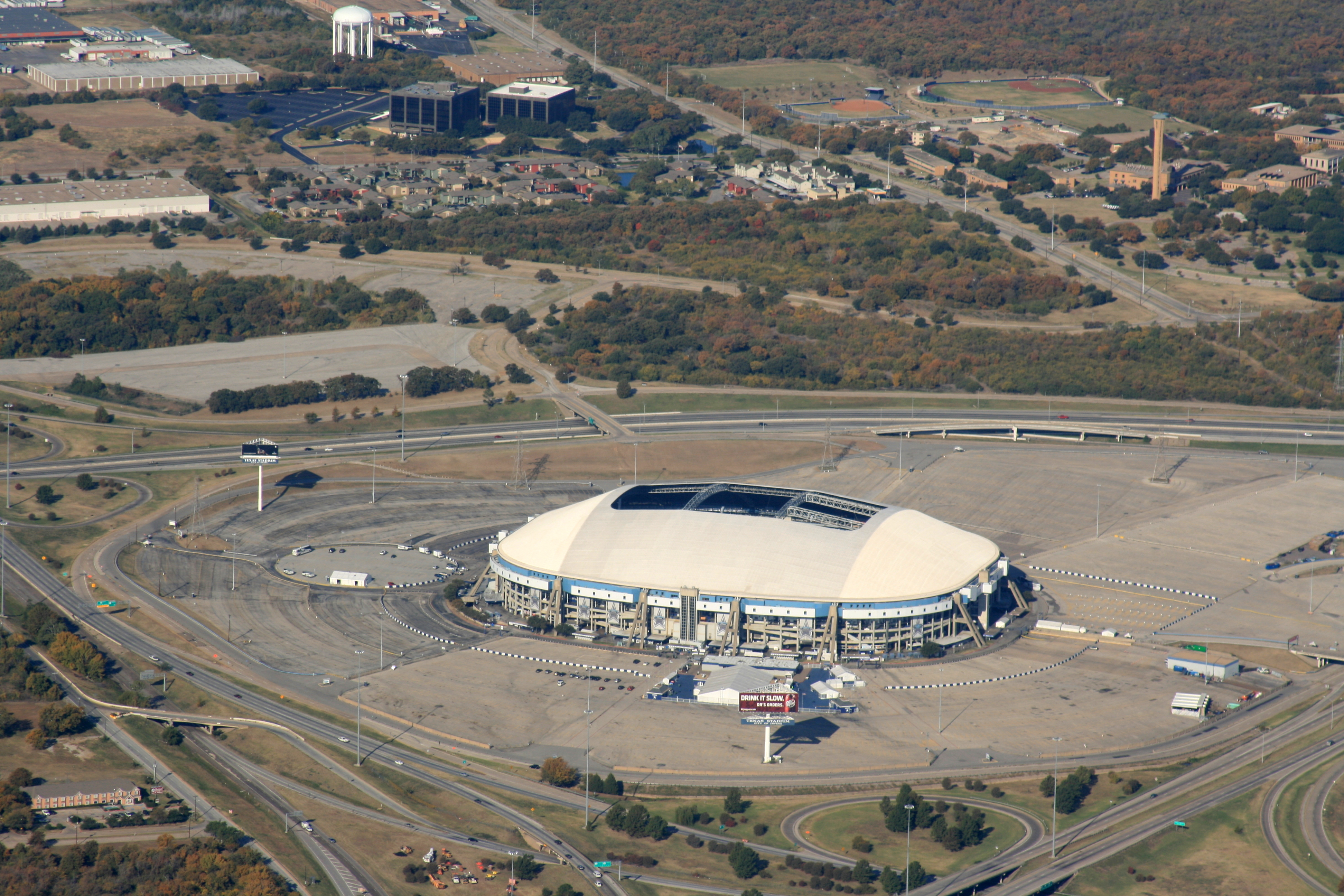
テキサス・スタジアム、ダラス・カウボーイズの本拠地だったが、解体された

1985年8月2日、デルタ航空191便がアービングに墜落した。
アービング市の人口は1990年に155,037人に達し、2006年時点では201,927人となっている。
ジョセフ・ライスがアービングの歴史を1989年発行の著書『アービング：テキサスのオデッセー』に著した。

## 地理
アービングは北緯32度50分50秒 西経96度57分59秒 / 北緯32.84722度 西経96.96639度に位置する。
アメリカ合衆国国勢調査局に拠れば、市域全面積は67.7平方マイル (175.3 km2)、このうち陸地は67.2平方マイル (174.1 km2)、水域は0.4平方マイル (1.1 km2)で水域率は0.65％である。

### 気候
アービングは温暖湿潤気候にあると考えられている。
- 平均した最も暑い月は7月である。
- 過去最高気温は1980年の 112°F (44℃) だった。
- 平均して最も寒い月は1月である。
- 下降最低気温は1989年の 1°F (−17℃) だった。
- 5月が最も雨の多い月である。

## 人口動態
以下は2000年の国勢調査による人口統計データである。
| 基礎データ - 人口: 191,615人 - 世帯数: 76,241世帯 - 家族数: 46,202家族 - 人口密度: 1,100.4人/km2（2,850.2人/mi2） - 住居数: 80,293軒 - 住居密度: 461.1軒/km2（1,194.3軒/mi2） 人種別人口構成 - 白人: 64.2% - アフリカン・アメリカン: 10.2% - ネイティブ・アメリカン: 0.7% - アジア人: 8.24% - 太平洋諸島系: 0.13% - その他の人種: 13.4% - 混血: 3.20% - ヒスパニック・ラテン系: 31.2% 年齢別人口構成 - 18歳未満: 25.2% - 18-24歳: 11.9% - 25-44歳: 39.4% - 45-64歳: 17.4% - 65歳以上: 6.1% - 年齢の中央値: 30歳 - 性比（女性100人あたり男性の人口） - 総人口: 102.0 - 18歳以上: 101.1 | 世帯と家族（対世帯数） - 18歳未満の子供がいる: 31.3% - 結婚・同居している夫婦: 44.1% - 未婚・離婚・死別女性が世帯主: 11.2% - 非家族世帯: 39.4% - 単身世帯: 31.3% - 65歳以上の老人1人暮らし: 3.8% - 平均構成人数 - 世帯: 2.50人 - 家族: 3.19人 収入と家計 - 収入の中央値 - 世帯: 44,956 米ドル - 家族: 50,172米ドル - 性別 - 男性: 35,852米ドル - 女性: 30,420米ドル - 人口1人あたり収入: 23,419米ドル - 貧困線以下 - 対人口: 10.6% - 対家族数: 8.0% - 18歳未満: 14.2% - 65歳以上: 6.3% |

1980年のアービングでは非ヒスパニック系白人の構成比が93％だった。2009年時点ではこれと対照的に非ヒスパニック系白人よりもヒスパニック系の方が多い。

## 市政
2008年11月の選挙以前、アービングでは店舗におけるアルコール飲料の販売を禁じており、北テキサスではアルコールを禁じた人口最大の郊外部だった。2004年にアルコール販売を認めるための住民投票が行われ、反対票が63％となって敗北した。2006年時点でも反対票は52％だった。3度目となった2008年の住民投票でアルコール販売が認められた。アービングのアルコール販売法を変えることに賛成した人は、その法律を変えるための触媒として2008年アメリカ合衆国大統領選挙を興味を持って見ていた。
2009年時点で市政は全市を選挙区とする市政委員会方式で行われている。市内には人種的少数者の人口が多いが、市政委員会の委員全員と市長は全て非ヒスパック系白人で占められている。アービング市民のマニー・ベナビデスは2007年11月に市を被告として連邦裁判所に訴訟を起こし、選挙の仕組みが1965年選挙権法に則っていないと訴えた。2009年7月15日、連邦裁判所判事はアービング市に対して新しい選挙の仕組みを創設し、人種的少数派の代表を選挙によって役職者に選ぶべき事と裁定した。
市の発行する包括的年間財政報告書に拠れば、市の予算は歳入3億4,490万ドル、歳出3億140万ドルとなっており、総資産12億2,200万ドル、総負債4億9,000万ドル、現金と投資額3億3,990万ドルとなっている。

### 連邦政府機関
アメリカ合衆国郵便公社がアービングの郵便局を運営している。本局はウェストアービング・ブールバード2701にある。
その他の市内郵便局としては、中心街、カールレンジ、セントラルアービング、ラス・コリーナスおよびバレーランチにある。

## 経済
市の発行する包括的年間財政報告書に拠れば、市内の主要雇用主は以下の通りである。
| 順位 | 雇用主                               | 従業員数 |
| ---- | ------------------------------------ | -------- |
| 1    | ベライゾン・コミュニケーションズ     | 6,500    |
| 2    | シティグループ                       | 6,430    |
| 3    | シティグループ・クレジット           | 3,795    |
| 4    | ノキア                               | 2,500    |
| 5    | セントラル・フレート・ラインズ       | 2,000    |
| 6    | アボット・ラボラトリーズ             | 1,500    |
| 7    | イージス・コミュニケーションズ       | 1,500    |
| 8    | ベイラー医療センター                 | 1,500    |
| 9    | ファーストホライズン・ホームローンズ | 1,500    |
| 10   | アクセンチュア, LLP                  | 1,400    |

アービング市内に本社を置く大企業としては、チャック・E・チーズ、コマーシャル・メタルズ、エクソンモービル、グルマ、キンバリー・クラーク、ラ・キンタ・インズ・アンド・スイーツ、マイケルズ・ストアズ、オムニ・ホテルズ、サザンスター・コンクリート、ゼロアワー、ゼイル、フルーア、NCH、シュネー・モアヘッド、およびLXIエンタプライズ・ストレージがある。地域航空会社のフリーダム航空とメサ・エアー・グループの子会社も市内に本社を置いている。また市内にはアメリカ・ボーイスカウトの全国本部がある。

### 外資会社の子会社
メキシカーナ航空がノース・オコーナー・ブルールバード5215のスイート200に事務所を構えている。中華航空はウェスト・エアポート・フリーウェイ4425のスイート205にダラス・ミニ事務所を構えている。
ノキア・アメリカとNECアメリカの本社がアービング市内にある。

## 教育

### 初等中等教育

#### 公立学校
アービング市内の大半はアービング独立教育学区の管轄内にある。その他の部分はキャロルトン・ファーマーズ支部独立教育学区とコッペル独立教育学区の管轄内にある。
アービング地域の主要高校は、アービング、マッカーサー、ニミッツ、ランチビューの各高校と、ジャック・E・シングリー・アカデミー、ユニオン・ボーワー・センター・フォー・ラーニングがある。
学力高揚公立チャーター・スクールとしてのノースヒルズ予備校も市内にある。
ウィンフリー・アカデミー公立チャーター・スクールも市内にある。

#### 私立学校
男子向け大学予備校で5年生から12年生までを教えるシトー修道会予備学校が市内にある。州内では最良の私立学校と見なされている。また幼稚園生から12年生までを教える大学予備校のハイランズ・スクールもある。幼稚園前から8年生までを教えるセントルークス・ストーンゲイト・クリスチャン・アカデミー、ノースヒルズ予備校ホリーファミリー・オブ・ナザレというカトリック系2校も市内にある。また幼稚園前から12年生までを教えるイスラミック・スクール・オブ・アービングもある。

### カレッジと大学
市内にはダラス大学、ノースレイク・カレッジ、ダラス郡コミュニティ・カレッジのキャンパスがある。フェニックス大学とデブリー大学も市内にキャンパスを持っている。

## スポーツ
アービングはダラス・カウボーイズが本拠地にしていたテキサス・スタジアムがあった。このスタジアムは2010年4月11日に爆破解体された。アービング独立教育学区の高校がアービング・スクール・スタジアムでアメリカンフットボールなどのスポーツを行っている。アービング市は高校生年代のアイスホッケー・チームを後援している。ラス・コリーナスにあるフォーシーズンズ・リゾートでは毎年のPGAツアーの一つ、バイロン・ネルソン選手権を開催している。

## 交通
アービング市内は多くの高規格道路が横切っている。エアポート・フリーウェイすなわち州道183号線が市内中心を東西に横切り、リンドン・B・ジョンソン・フリーウェイすなわち州間高速道路635号線が同じ方向に市の北縁を走っている。ジョン・カーペンター・フリーウェイすなわち州道114号線とプレジデント・ジョージ・ブッシュ・ターンパイクはそれぞれ市内を北西から南東と南西から北東に横切りX字を作っている。ラス・コリーナス地域は州道114号線とブッシュ・ターンパイクの交差点近くを中心にしている。
アービングしはダラス地域の公共交通を運営するダラス地域高速鉄道に加入する13市の1つである。アービング市内には多くのバス路線があり、トリニティ・レールウェイ・イクスプレスの経路には駅が2つある。さらにダラス地域高速鉄道がアービングとラス・コリーナスを抜けてダラス・フォートワース国際空港に通じる路線を建設している。これができると既存バス路線に加えて鉄道でアービング北部とダラスを繋ぐことになる。
ラス・コリーナス・アーバン・センターにはビジネス地区と娯楽地区を結ぶ新交通システムであるラス・コリーナスAPTシステムがある。

## 著名な現在過去の住人
- ラリー・D・アレキサンダー、芸術家、作家
- フランク・ベアード、音楽グループZZトップのドラマー[20]
- ジム・ビーヴァー、俳優、著作家[21]
- ピーター・マクニコル、俳優[22]
- リー・ハーヴェイ・オズワルド、ジョン・F・ケネディ大統領殺害の容疑者[23]
- ジェイムズ・ディケンズ、政治家[24]
- ブライアン・ボスワース、アメリカンフットボール選手[25]
- ケリー・ウッド、プロ野球選手[26]
- アキン・アヨデール、アメリカンフットボール選手[27]
- タイソン・トンプソン、アメリカンフットボール選手[28]
- デマーカス・ファギンス、アメリカンフットボール選手[29]
- キャリー・バートン、シンクロナイズドスウィミングでオリンピック出場[30]
- マイケル・ハフ、アメリカンフットボール選手[30]
- クリス・アダムス、イギリス生まれのプロレスラー[31][32]
- ジェレミー・ウォリナー、陸上400m走でオリンピック出場[33]
- デビッド・ガーザ、音楽家[34]
- クリストファー・エバン・ウェルチ、俳優[35]
- レス・ランカスター、プロ野球選手[36]
- デミ・ロヴァート、女優、歌手
- セレーナ・ゴメス、女優、歌手
- グウィン・シー、元テキサス州州務長官（2002年–2003年）、テキサス州下院議員（1983年–1993年）[37]